# Mare de Déu de la Llet (Sant Ponç)
La Mare de Déu de la Llet és una talla de fusta trobada al monestir de Sant Ponç de Corbera, datada al segle xiii. Actualment descansa a una vitrina de l'església de Santa Maria de Corbera de Llobregat. La talla representa la Mare de Déu a punt d'alletar el Nen Jesús. És una talla d'estil romànic, en la línia d'altres talles contemporànies similars trobades a Catalunya. La talla va desaparèixer durant la Guerra Civil i va ser recuperada el 1951 del Museu del Seminari Conciliar de Barcelona. El 1952 va ser restaurada al servei de Restauració del Museu d'Art de Catalunya. Tot i que l'original està a la parròquia de Santa Maria de Corbera, al monestir de Sant Ponç s'hi exhibeix una còpia de la talla de molta qualitat, que descansa sobre una de les fornícules de l'absis central al costat sud.
És una talla de la Mare de Déu a punt d'alletar al nen Jesús (alma mater), que està assegut sobre el seu genoll esquerre, d'uns 73 cm d'alçada i que descansa sobre una ampla base. Està asseguda a un setial, sense respatller ni braços, i està representada d'una forma frontal, amb un rostre inexpressiu. La cara és llarga, quasi rectangular, amb un front ample i els pòmuls marcats, una imatge arquetípica del romànic. El fill, amb el cap aixecat en vers la mare, és de formes molt rodones i una expressió més suau que la mare. La talla és d'estil romànic tot i que ja hi ha alguns motius que fan pensar en el nou estil gòtic que ja sorgia a l'època, com el plegat de les faldilles o la toca que cau a banda i banda del rostre. Aquests detalls amb un punt de realisme poden fer-nos pensar en una talla en època de transició cap al realisme gòtic, tot i que el substrat simbòlic, típic del romànic és el dominant, és a dir, que destaca més el simbolisme de la imatge que el seu realisme típica del romànic.